# Kyselina gentisová
Kyselina gentisová je organická sloučenina patřící mezi dihydroxybenzoové kyseliny. Jedná se o derivát kyseliny benzoové a vedlejší (podíl kolem 1 %) produkt metabolického rozkladu aspirinu, vylučovaný ledvinami.
Vyskytuje se v africkém stromu Alchornea cordifolia a ve víně.

## Výroba
Kyselina gentisová se vyrábí karboxylací hydrochinonu.
C6H4(OH)2 + CO2 → C6H3(CO2H)(OH)2
Tato přeměna je příkladem Kolbeho–Schmittovy reakce
Další možností je příprava z kyseliny salicylové Elbsovou peroxodisíranovou oxidací.

## Reakce
Za přítomnosti enzymu gentisát 1,2-dioxygenázy reaguje kyselina gentisová s kyslíkem za vzniku kyseliny 3-maleylpyrohroznové.

## Použití
Protože tato kyselina patří mezi hydrochinony, tak se snadno oxiduje a má využití jako antioxidant v některých léčivých přípravcích.
V laboratořích se používá jako matrice při MALDI hmotnostní spektrometrii a dají se za její přítomnosti detekovat peptidy obsahující zbytky kyseliny borité.